# Colobaea acuticerca
Colobaea acuticerca is een vliegensoort uit de familie van de slakkendoders (Sciomyzidae). De wetenschappelijke naam van de soort is voor het eerst geldig gepubliceerd in 2008 door Carles-Tolra.